# Ліува II
Ліува II (Liuba II; 583 або 584 — 603) — король вестготів та свевів в Іспанії, Септиманії та Галеції у 601—603 роках.

## Життєпис
Походив з Септиманської династії. Син короля Рекареда I і королеви Бауди. Здобув гарну освіту. Після смерті батька у 601 році став новим королем. Про його правління майже нічого невідомо. Ймовірно продовжував внутрішню та зовнішню політику батька. При цьому приділяв велике значення ліквідації поганства серед підданих, ліквідації аріанських церковних інституцій.
Вже в 603 році він став жертвою змови, на чолі якого стояв Віттеріх. Причинами цього стало намагання частини знаті відновити аріанство як державної конфесії. Віттеріху було надано військо, щоб вигнати візантійців з Піренеїв, проте останній атакував королівський палац, відрубав Ліуві II праву руку. Потім у грудні того ж року поваленого короля було страчено. Новим володарем обрано Віттеріха.